# ランプ (道路)
ランプ（英語: ramp, 傾斜する、勾配を成す、傾斜路）もしくはランプウェイ（英語: rampway）とは、高低差の有る場所を連結する道路の一形態である。道路交通のための設備だけでなく、内部を自動車が通行し得る建造物の設備や、自動車を運搬する場合の有る船舶などの設備としても、ランプウェイが用いられ得る。参考までに、英語で「rampway」と書くと、航空機用のタラップの意味も有する。
なお、照明器具のランプ（英語: lamp）や、食肉の部位のランプ（英語: rump）とは、英語においては綴りが異なる。また、英語において、照明器具のランプと発音が似ている塊を意味する「lump」とも別物である。これ以降は、英語で言う「ramp」または「rampway」についてのみ解説する。

## 道路交通におけるランプウェイ

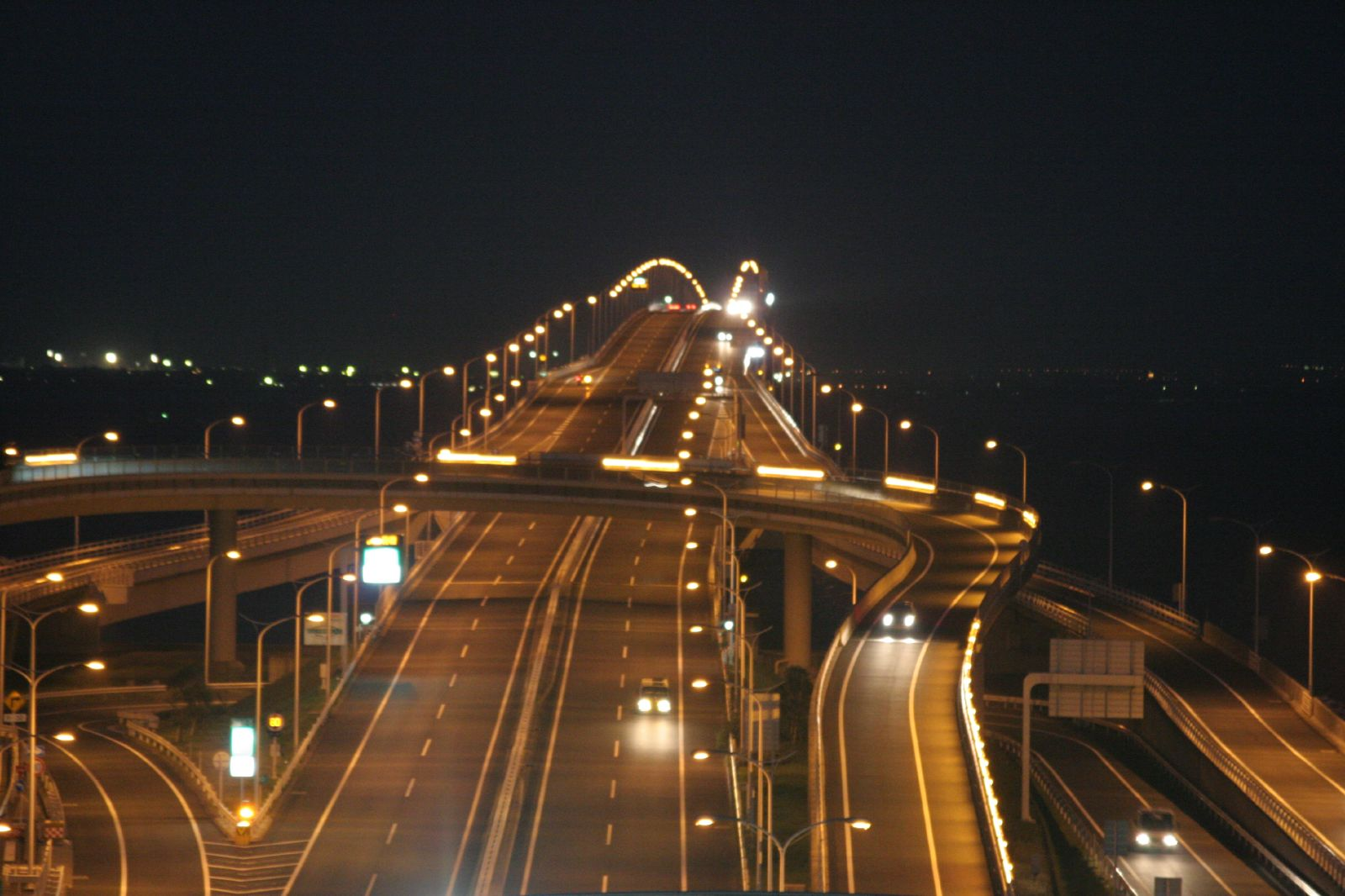
東京湾アクアラインの海ほたる連絡用ランプ。写真左下が左折ループ、右は逆方面への合流用ランプ。

特に道路交通においては、相互の道路を立体交差とする場合において、高さの異なる道路を相互に連結するための車道を指す用語である。

### 形状
ランプは形状により以下の4種類に大別される。
- 左折直結ランプ - 左折のため本線の左側から直接分岐する。
- 右折直結ランプ - 右折のため本線の右側から直接分岐する。自動車の交通規則が左側通行を原則としている日本においては、右側車線ほど高速で車が通過するため、都市内高速道路のように土地利用の制約が出る場合や、ジャンクションで大量かつ高速で車をさばく場合以外は適切とは言えない。
- ループ - 一旦左（右）に出てからループで約270度回転してから、右折（左折）する。カーブの半径の制約が出る場合が有り、曲率が急な場合は走行性に悪影響を及ぼし得る。
- 準直結ランプ - 一旦左（右）に出てから、行先とあまり方向を変えずして右（左）に方向転換する。この形式は立体交差構造物が必要であるため、建設や維持管理が割高である。したがって、地形的な制約や充分な交通量が無い場所においては、経済的ではない形状である。

### 日本での扱い
日本のランプは、道路の本線車道から別の道路の本線車道へ連絡する道路である。一般的には一方通行であるものの、必ずしも一方通行とは限らない。日本の道路構造令では、第1種道路の高速自動車国道、及び自動車専用道路と第2種道路の都市高速道路の場合は、他の道路との接続をランプにて接続しなければならない。ただし、本線車道の相互での平面接続は除かれる。
このランプの形状が、日本におけるインターチェンジの形式を定める基本的な要素とされる。

#### 幾何構造
ランプの種別は以下の通りに分類される。
| 上級道路の区分 | ランプの種別                        |
| 第1種道路      | A規格またはB規格（特別の場合D規格） |
| 第2種道路      | C規格（特別の場合A規格）            |
| 第3，4種道路   | B規格（特別の場合D規格）            |

#### 日本における規格
ランプの規格と幅員の関係は、下表の通りである（単位：メートル）。第1種道路の道路相互あるいは第2種道路の道路相互を連結するランプ（ジャンクションにおけるランプ）の場合は本線の規格に準じるか、交通の状況によってはA規格を適用する。第2種道路でA規格ランプを用いる場合は車線幅員を3.25 m、右側路肩幅員を0.75 mにできる。
| 横断構成要素 | 横断構成要素 | 横断構成要素 | 車線 幅員 | 路肩幅員   | 路肩幅員   | 路肩幅員                           | 1方向1車線ラ ンプの総幅員 | 1方向2車線、 2方向2車線ラ ンプの総幅員 |
| 横断構成要素 | 横断構成要素 | 横断構成要素 | 車線 幅員 | 1方向1車線 | 1方向1車線 | 1方向2車線、 2方向2車線、 左右とも | 1方向1車線ラ ンプの総幅員 | 1方向2車線、 2方向2車線ラ ンプの総幅員 |
| 横断構成要素 | 横断構成要素 | 横断構成要素 | 車線 幅員 | 左側       | 右側       | 1方向2車線、 2方向2車線、 左右とも | 1方向1車線ラ ンプの総幅員 | 1方向2車線、 2方向2車線ラ ンプの総幅員 |
| ランプ種別   | A規格        | A規格        | 3.50      | 2.50       | 1.00       | 0.75                               | 7.00                      | 8.50                                   |
| ランプ種別   | B規格        | B規格        | 3.25      | 1.50       | 0.75       | 0.75                               | 5.50                      | 8.00                                   |
| ランプ種別   | C規格        | C規格        | 3.25      | 1.25       | 0.75       | 0.50                               | 5.25                      | 7.50                                   |
| ランプ種別   | D規格        | D規格        | 3.25      | 1.00       | 0.50       | 0.50                               | 4.75                      | 7.50                                   |

## 倉庫におけるランプウェイ

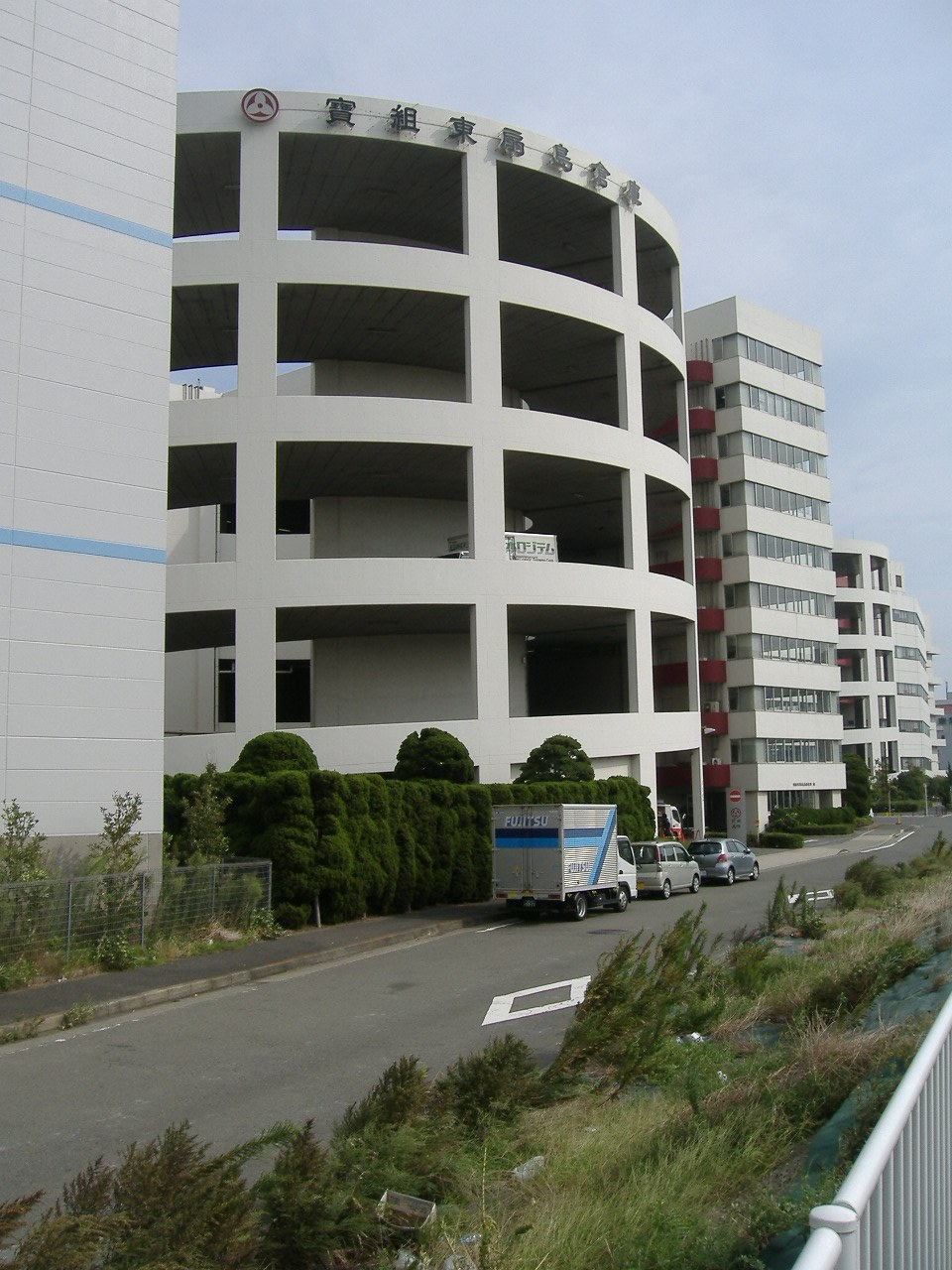
多階建て倉庫に設置されたランプウェイ。寶組・東扇島倉庫の事例。

多階建ての倉庫において、トラックを各階に乗り入れ、直接荷降ろし作業を行う事が可能な傾斜路が設置される場合が有り、これもランプウェイと呼ぶ。この設備を備えた倉庫は、ランプウェイ倉庫と呼ばれる。貨物をエレベーターやベルトコンベアを用いて昇降させる方式と比較して、トラックの直接乗り入れが可能な点で便利だが、この設備を備えない場合と比べて、建設費が割高である。さらに、建物のスペースの制約や、防炎上の制限を受ける。

## 船舶または輸送機におけるランプウェイ

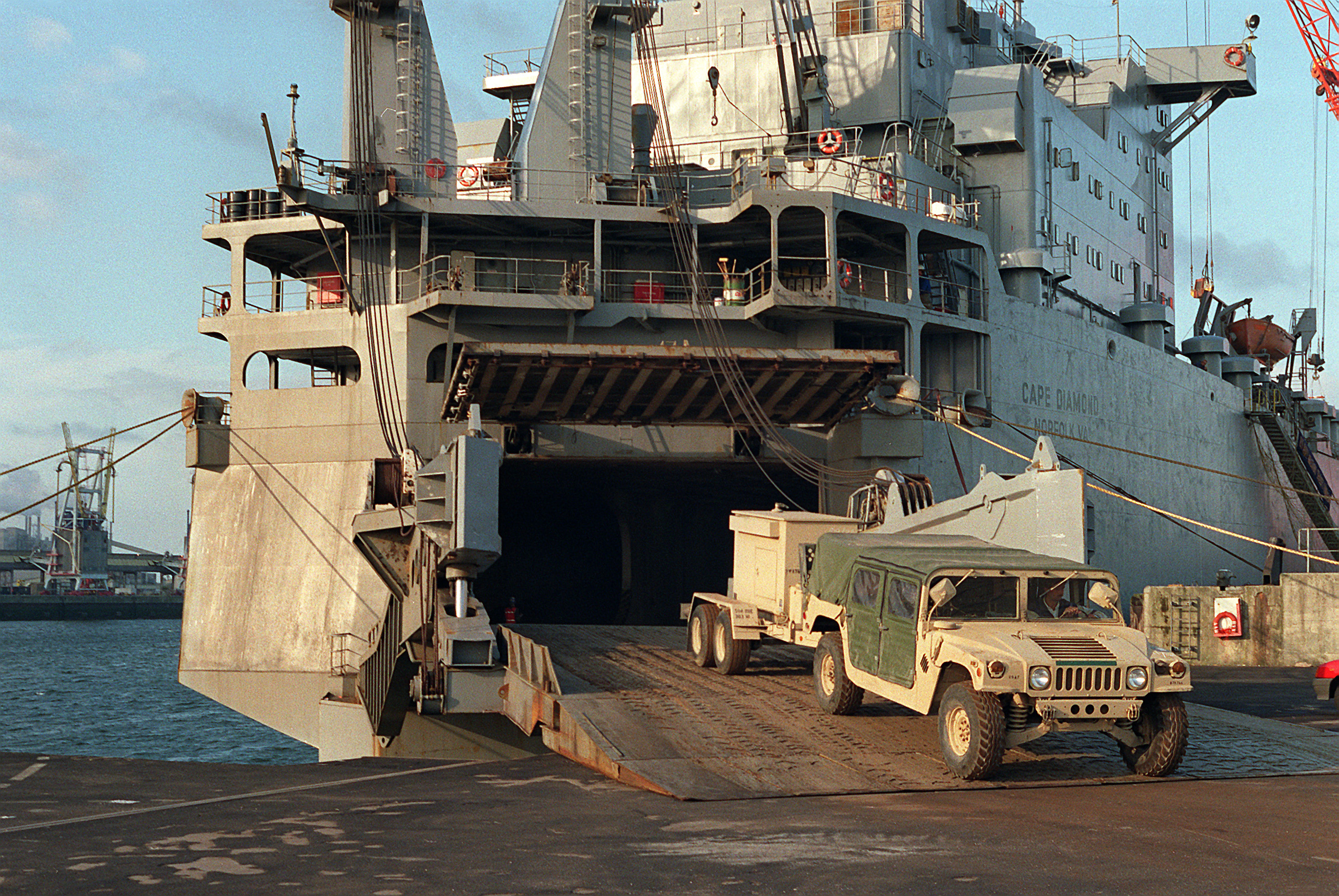
RO-RO船のランプウェイから岸壁に降りる自動車。

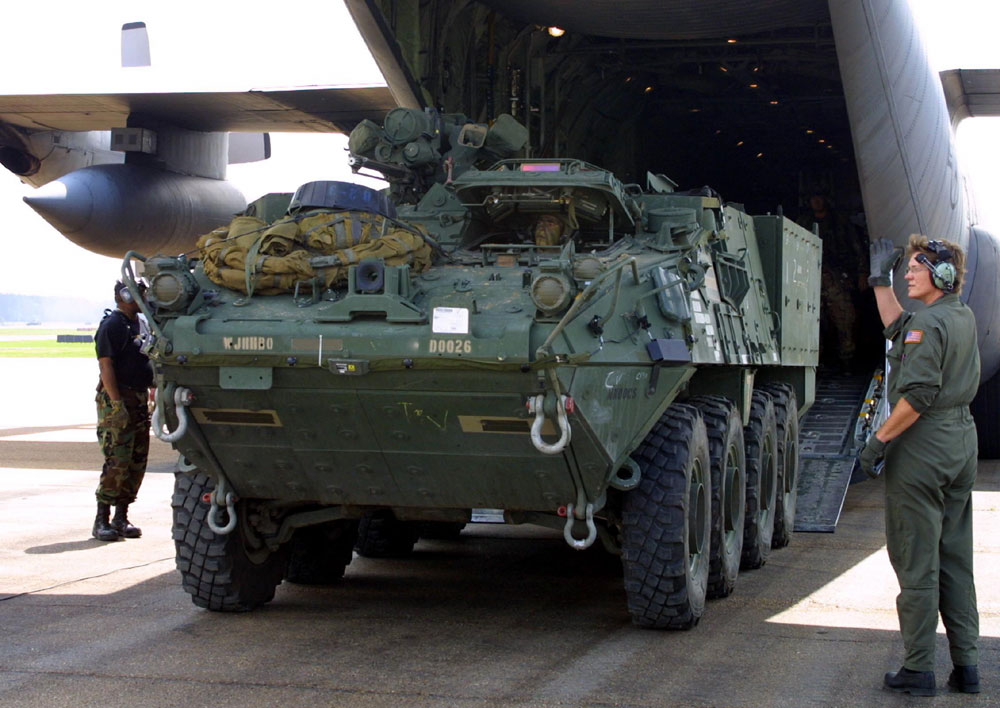
機体後部のカーゴランプを降ろした状態のA400M。

車両がフェリーやRORO船などの船舶にも、車両を容易に船内に導けるように、港の岸壁と船との間を架橋した構造のランプウェイが用いられる。また、輸送機などの航空機に、車両が自走して乗降できるようにするための架橋構造の傾斜路も指す。